# ابن عرس منتن
ابن عرس المنتن أو فأر الخيل هو اسم شائع للعديد من أنواع فصيلة ابن عرس التي تنتمي إلى رتبة اللواحم وفصيلتي الدلق المخلبي وابن عرس الفرعيتين. لا تشكل بنات عرس المنتنة مرتبة تصنيفية واحدة (أي فرع حيوي). تُطَبَّق الاسم على العديد من الأنواع التي تشبه إلى حد كبير بنات عرس المنتنة الأوروبية، وهو النوع الوحيد الذي ينتمي إلى الجزر البريطانية.

## التصنيف
وفقًا لأحدث مخطط تصنيفي يقترح ثماني فصائل فرعية من فصيلة العرسيات، يصنف ابن عرس المنتن على النحو التالي:
- جنس الدلق المخلبي Ictonyx
  - فأر الخيل المخطط، I. striatus، (موطنه أفريقيا الوسطى والجنوبية وجنوب الصحراء الكبرى)
  - فأر الخيل المخطط الصحراوي، I. libycus (موطنه الصحراء الكبرى)
- جنس Vormela
  - فأر الخيل المجزع، V. peregusna (موطنه من جنوب شرق أوروبا إلى غرب الصين)

فصيلة بنات عرس الفرعية Mustelinae
- جنس ابن عرس Mustela
  - فأر خيل السهوب، M. eversmannii (موطنه وسط وشرق أوروبا وآسيا الوسطى)
  - ابن مقرض أسود الأقدام، M. nigripes (موطنه جنوب غرب الولايات المتحدة)
  - فأر الخيل الأوروبي، M. putorius (موطنه غرب أوراسيا وشمال إفريقيا)

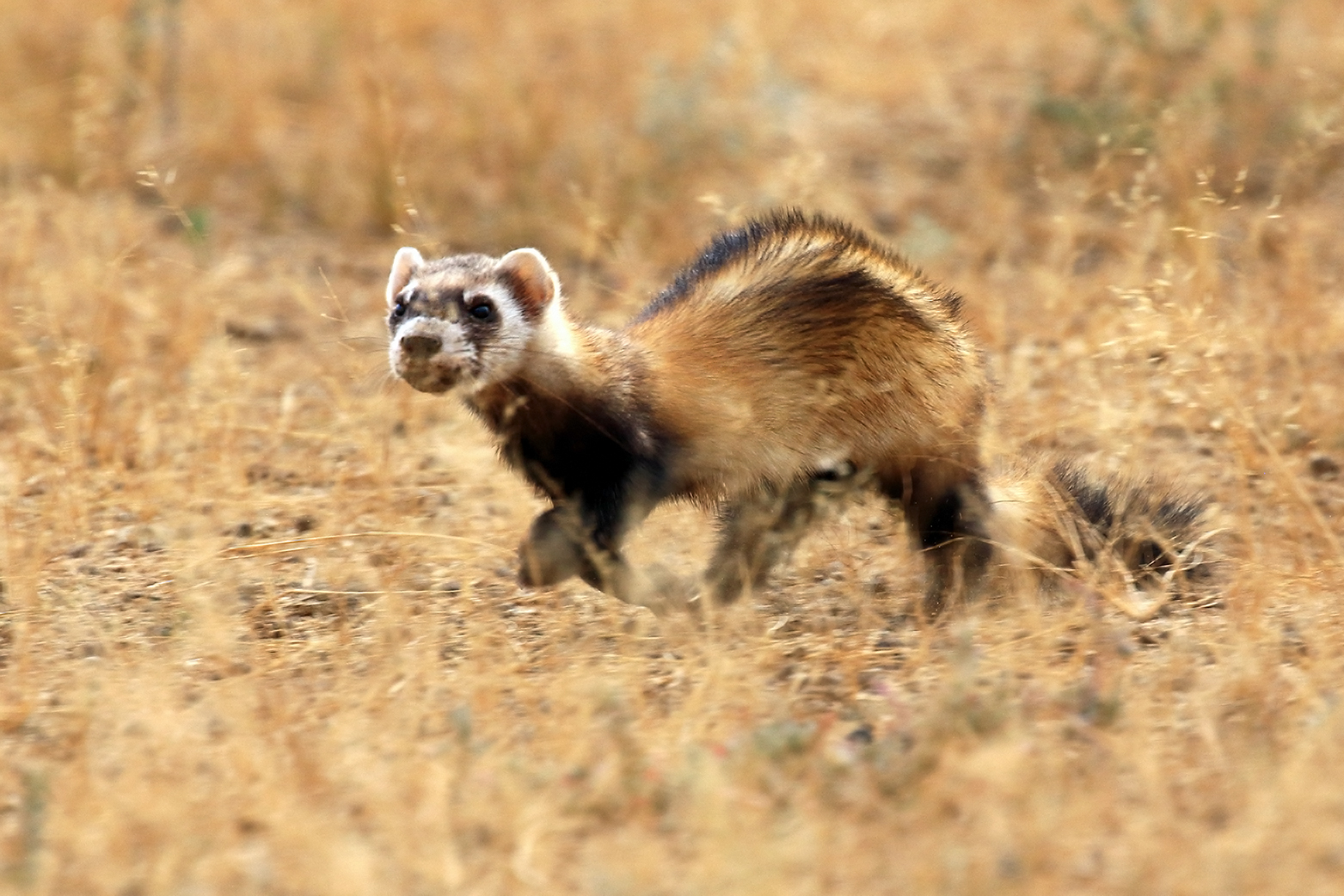
فأر خيل السهوب
ابن مقرض أسود الأقدام
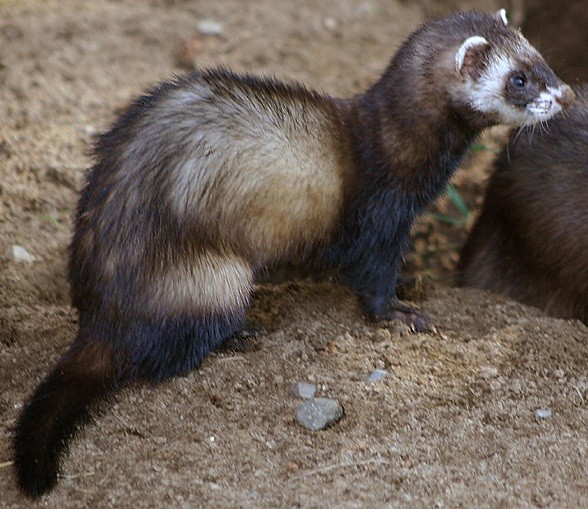
فأر الخيل الأوروبي
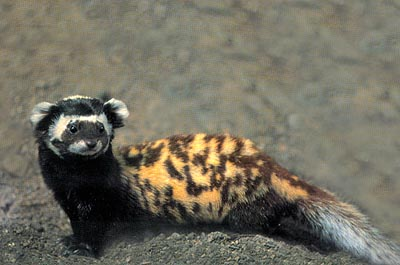
فأر الخيل المجزع
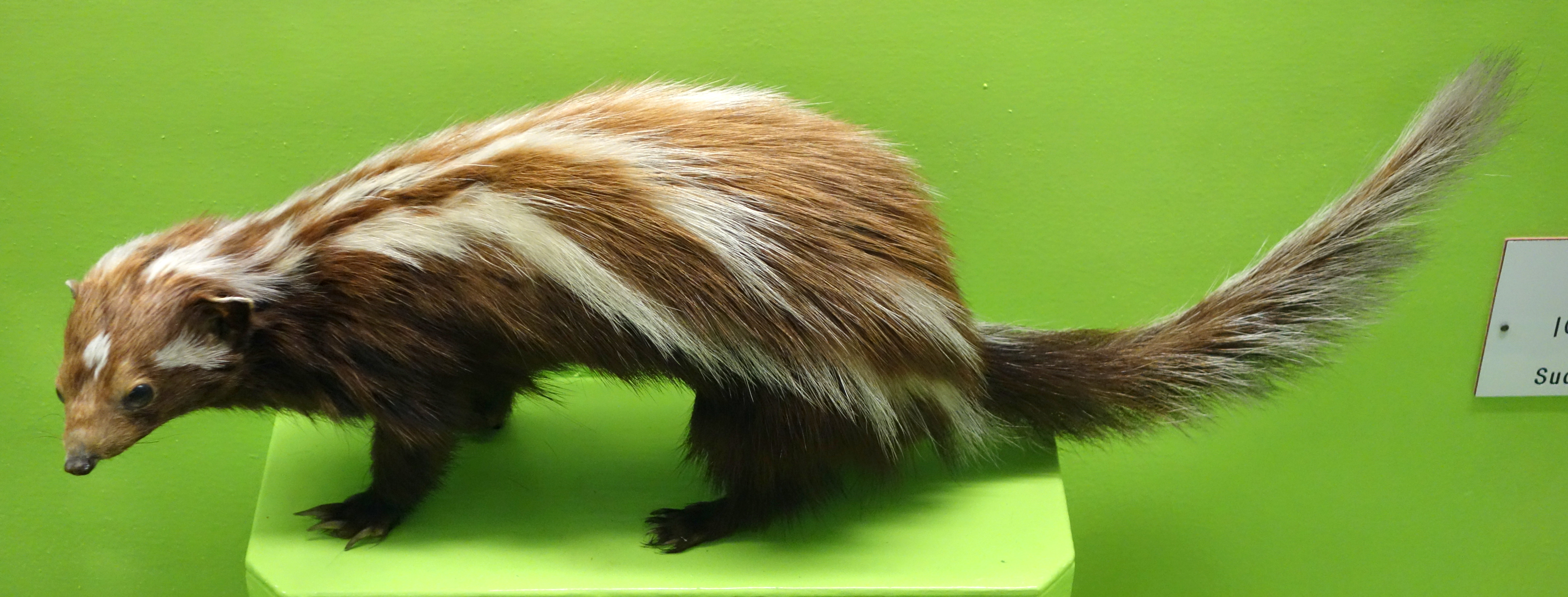
فأر الخيل المخطط